# Abraham Hanzel
Des. Abraham Hanzel (též uváděn jako Adolf Hanzel, 29. října 1916 Sokolovce – 20. prosince 1944 Dunkerk) byl slovenský Žid a příslušník československé zahraniční armády padlý ve druhé světové válce.

## Život

### Před druhou světovou válkou
Abraham Hanzel se narodil 29. října 1916 v Sokolovcích u Piešťan v rodině Herschy Hanzela a Miny rozené Knopfové. V Piešťanech vychodil měšťanskou školu a dva ročníky obchodní akademie, poté pracoval jako prodavač v obchodě se stavebním materiálem. Oženil se s Chanah Oľgou Freyovou. Na podzim 1938 manželé zažádali o povolení vycestovat ze země, v lednu 1939 jim bylo vyhověno a v březnu 1939 vycestovali přes Maďarsko a Jugoslávii do Palestiny. Žili v Tel Avivu, Abraham Hanzel od roku 1940 pracoval v kibucu Kfar Kadima Šaron. V roce 1941 se manželům narodil syn Uri.

### Druhá světová válka

#### Slovensko
Přes svou nepřítomnost byl Abraham Hanzel na Slovensku v červnu 1939 odvelen do armády, v září téhož roku jako příslušník židovské národnosti přeřazen do pracovních jednotek a k 31. lednu 1940 z armády propuštěn.

#### Československá armáda v zahraničí

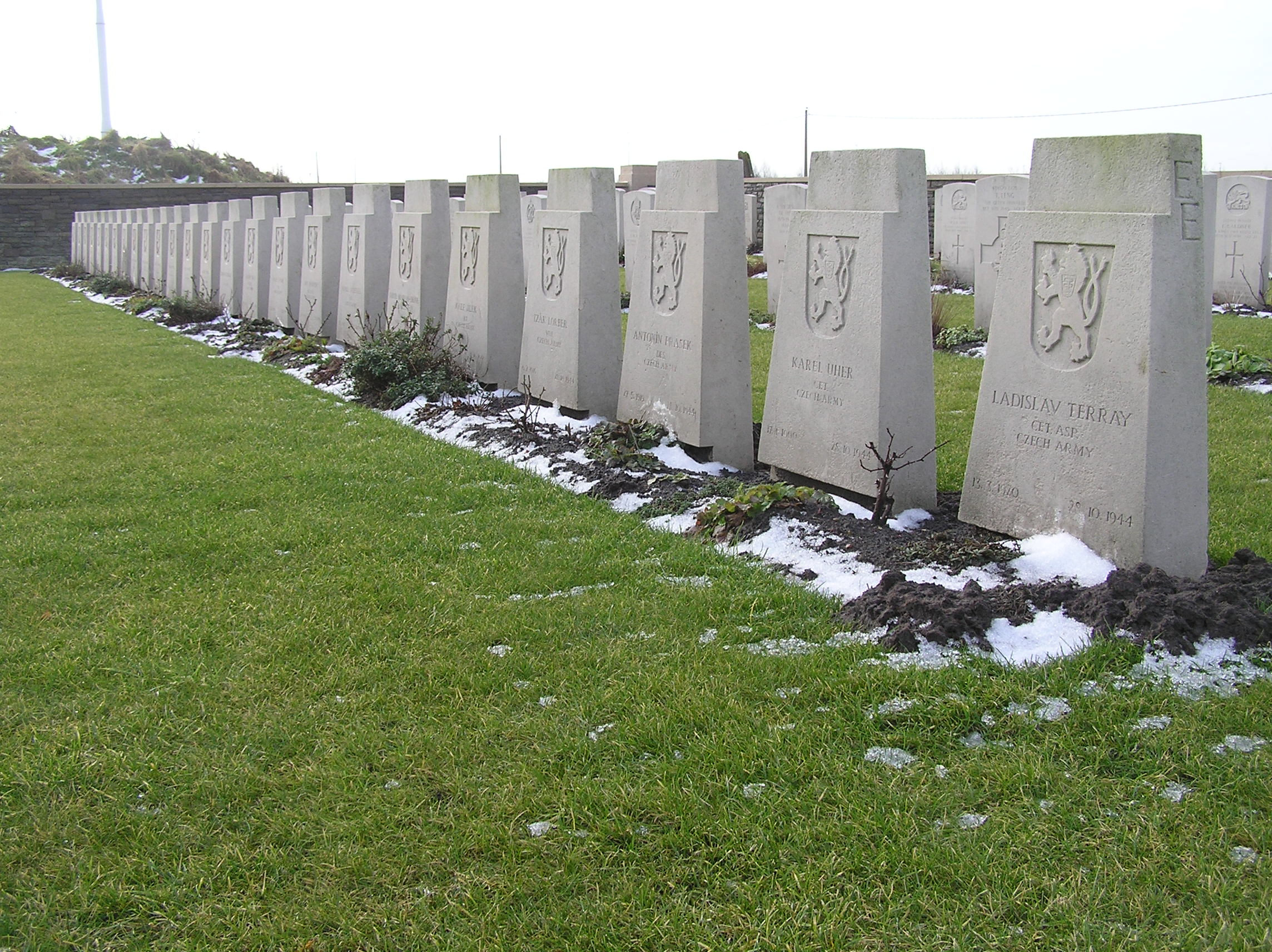
Řada československých hrobů v Adinkerke

Dne 2. dubna 1942 se Abraham Hanzel přihlásil v Jeruzalémě do československé zahraniční armády, odveden byl 13. května téhož roku v Tel Avivu a následně sloužil u československého lehkého protiletadlového pluku při ostraze haifského přístavu a rafinerie. Od prosince 1942 do června 1943 sloužil v Tobruku. V srpnu 1943 byl přesunut do Velké Británie a zařazen do Československé samostatné obrněné brigády. Na počátku září 1944 byl i s jednotkou vyslán do Francie, kde se až do 20. prosince 1944 účastnil obléhání Dunkerku. Dne 20. prosince 1944 padl a ještě týž den byl pohřben na vojenském hřbitově Adinkerke v Belgii.

## Posmrtná ocenění
- Pamětní medaile československé armády v zahraničí
- 1945 Československý válečný kříž 1939